# Saint-Jean-Lherm
Saint-Jean-Lherm är en kommun i departementet Haute-Garonne i regionen Occitanien i södra Frankrike. Kommunen ligger i kantonen Montastruc-la-Conseillère som tillhör arrondissementet Toulouse. År 2022 hade Saint-Jean-Lherm 430 invånare.

## Befolkningsutveckling
Antalet invånare i kommunen Saint-Jean-Lherm
Referens:INSEE